# Gerd Brachmann
Gerd Brachmann (* 1959 in Bochum) ist ein deutscher Unternehmer. Er ist Gründer und Vorstandsvorsitzender des Elektronik-Unternehmens Medion AG.

## Leben

### Herkunft und Ausbildung
Nach dem Fachabitur absolvierte Brachmann eine Ausbildung zum Radio- und Fernsehtechniker, anschließend zusätzlich zum Außenhandelskaufmann. 

### Persönliches
Brachmann gilt als öffentlichkeitsscheu. Über sein Privatleben ist daher nicht viel bekannt. Porträtfotos verweigert er, und er betritt bei Aktionärshauptversammlungen immer erst dann den Saal, wenn der letzte Fotograf ihn verlassen hat.
Das Forbes Magazin schätzte 2003 sein Netto-Privatvermögen auf 1,3 Milliarden US-Dollar und setzte ihn damit in seiner Liste der Milliardäre der Welt auf Platz 348 (entspricht Platz 40 der reichsten Deutschen). 2004 kam er mit 1,4 Milliarden US-Dollar auf Platz 406 (Platz 40 der reichsten Deutschen). Da man sein Vermögen in den Jahren 2005, 2006 und 2007 auf unter 1 Milliarde US-Dollar schätzte, wurde er in diesen Jahren nicht mehr in der Liste geführt. 2008 kam er mit rund 1 Milliarde auf Platz 1062.
Brachmann ist verheiratet, Vater von sechs Kindern und lebt in Essen.

## Wirken
Seit 1979 ist Brachmann als selbständiger Kaufmann tätig. Zu Beginn betrieb er einen Laden für Fernseher, Videos und Computerspiele in Essen-Überruhr. 1983 gründete er zusammen mit Helmut Linnemann in Essen die „Brachmann & Linnemann OHG“. Ein befreundeter Einkäufer von Eduscho soll ihn auf die Idee gebracht haben, ins Asien-Importgeschäft mit Nonfood-Artikeln einzusteigen, das die Firma mit einem ersten Posten von Mikrowellengeräten aus Südkorea begann. 
1985 wurde das Im- und Export-Unternehmen in „Medion, Brachmann & Linnemann OHG“ umfirmiert. 1994 verließ Linnemann aus nicht bekannten Gründen das Unternehmen (nun „Medion Brachmann OHG“). 
Später wurde das Unternehmen in die „MEDION Unterhaltungsmedien Handels GmbH u. Co. KG“ (mit der Komplementärgesellschaft „MEDION Unterhaltungsmedien Handels- und Beteiligungsgesellschaft mbH“) umgewandelt. 1996 lieferte Medion erstmals fertigkonfigurierte Personalcomputer an Aldi. 1999 ging Medion als Aktiengesellschaft an die Börse. Brachmanns Aktienanteil lag bei 61,66 Prozent. 2004 gehörten ihm sieben Videotheken im Ruhrgebiet.
Anfang Juni 2011 wurde angekündigt, dass der chinesische Elektronikkonzern Lenovo Medion für einen Betrag von insgesamt 629 Millionen Euro übernehmen wolle. Den Aktionären wurden 13 Euro je Aktie in bar angeboten. Der bisherige Mehrheitsaktionär, Vorstandsvorsitzender Gerd Brachmann, machte vom Angebot größtenteils Gebrauch. Er gab 17,75 Millionen Aktien (was 36,66 Prozent der gesamten Anteile entspricht) für rund 230,7 Millionen Euro ab.